# Joseph Andorfer Ewan
Joseph Andorfer Ewan est un botaniste américain, né le 24 octobre 1909 et mort le 5 décembre 1999.

## Biographie
Joseph Andorfer Ewan enseigne la botanique à l’Université Tulane de 1947 à 1977. Passionné par l’histoire de l’histoire naturelle, il avait rassemblé une collection de plus de 5 000 ouvrages consacrés à ce sujet qu’il cède au Jardin botanique du Missouri. Seul ou avec sa femme, Nesta Dunn Ewan, il signe plus de 400 publications.

## Source
- Notice nécrologique de Connie Wolf parue dans Plant Science Bulletin, 46 (1) - Spring 2000 (en anglais)